# ケロッピー前田
ケロッピー前田（ケロッピーまえだ、1965年 - ）は、日本のジャーナリスト、文筆家、編集者。東京都生まれ。

## 経歴
千葉大学工学部卒。
日本で最も身体改造に詳しいジャーナリストとして知られているばかりでなく、オカルト、現代アート、ハッカー、人類学まで幅広い知識を有する。
大学時代から雑誌に携わり、白夜書房勤務を経て、フリーランスになる。雑誌『BURST』時代から、世界のカウンターカルチャーの現場を取材レポートし、身体改造の最前線を日本に紹介してきた。
身体改造の第一人者となってからは、海外の身体改造アーティスト招聘や各種イベント、写真作品展などを多数プロデュース。その活動は2019年、2023年にTBS番組『クレイジージャーニー』でも取り上げられ話題となる。
ZEITLICH VERGELTERのドラマーを務めた過去を持ち、現在もイベント等でディジュリドゥを吹き、電子音や打楽器演奏を披露する。

## 著書
- モドゥコン・ブック（2003年、自費出版）訳
- コンプリート・ボディ・モディフィケーション・マニュアル（2004年）
- SCAR FACTORY（2007年）
- 今を生き抜くための70年代オカルト（2016年, 光文社新書）
- CRAZY TRIP 今を生き抜くための“最果て"世界の旅（2016年, 三才ブックス）
- クレイジーカルチャー紀行（2019年, KADOKAWA）
- 縄文時代にタトゥーはあったのか 大島托 共著（2020年, 国書刊行会）
- モドゥコン・ブック増補完全版（2022年, フューチャー・ワークス）訳 ※カラー16ページ新規収録

## 雑誌編集
- BURST GenerationN（発行・発売：東京キララ社）ケロッピー前田責任編集
  - BURST Generation VOL.1（2018年12月5日）
  - BURST Generation VOL.2（2019年9月14日）